# Верхнебуреинский район
Верхнебуреи́нский райо́н — административно-территориальная единица (район) и муниципальное образование (муниципальный район) в Хабаровском крае Российской Федерации.
Административный центр — посёлок городского типа Чегдомын.

## Символика
Герб района утвержден решением Совета депутатов Верхнебуреинского района от 11.07.2003 № 25 «Об утверждении Положения о гербе Верхнебуреинского района Хабаровского края». 
Гимн является официальным символом муниципального образования и представляет собой музыкально-поэтическое произведение.
Геральдический знак – флаг Верхнебуреинского муниципального района  утверждён решением Собрания депутатов Верхнебуреинского муниципального района Хабаровского края №23 от 28.02.2012 г.

## История
Район был образован 14 июня 1927 года как «Верхнебуреинский туземный район народа эвенков (тунгусов)» Амурского округа Дальневосточного края, в его состав вошли несколько родовых советов. Районным центром стало село Чекунда. По данным на 1931 года район включал 5 туземных советов: Красноярский, Ниманский, Тырминский, Чекундинский и Яуринский.
В 1932 году Верхнебуреинский район вошёл в состав Амурской области Дальневосточного (с 1938 — Хабаровского) края. В 1939 году были образованы Среднеургальский и Усть-Тырминский с/с. В 1940 году в Верхнебуреинский район были переданы: из Селемджино-Буреинского района — Ниманский и Софийский с/с; из Кур-Урмийского района — Амгуньский с/с.
По данным на 1941 года Верхнебуреинский район включал 9 сельсоветов: Амгуньский, Ниманский, Половинский, Софийский, Среднеургальский, Тырминский, Усть-Ниманский, Усть-Тырминский и Чукундинский.
В 1943 году центр района был перенесён из Чекунды в рабочий посёлок Средний Ургал. В 1944 году был упразднён Усть-Турминский с/с. В 1948 году Верхнебуреинский район был передан из Амурской области в непосредственное подчинение Хабаровского края. К этому моменту район включал 6 сельсоветов (Амгуньский, Ниманский, Тырминский, Усть-Ниманский, Чеугдинский и Чекундинский) и 3 рабочих посёлка (Средний Ургал, Умальтинский, Софийск). В 1949 году образован р.п. Чегдомын.
В 1954 году Чеугдинский с/с был передан в Бурейский район Амурской области. В 1956 году центр Верхнебуреинского района был перенесён в р.п. Чегдомын. В 1959 году Тырменский с/с был переименован в Аланапский.

## География
Верхнебуреинский район расположен в западной части Хабаровского края. Граничит на западе с Амурской областью, на юге с Еврейской автономной областью, на севере с районом имени Полины Осипенко, на востоке с Солнечным и Хабаровским районами Хабаровского края. Наибольшая протяженность района с юга на север 370 км, с запада на восток 300 км.
Территория района большей частью находится в области занятой болотами и горными хребтами, основные из которых: Малый Хинган, Буреинский, Дуссе-Алинь. Общая площадь района 63 770 км², что составляет 7,6 % территории края.
Верхнебуреинский район приравнен к районам Крайнего Севера.
Основные реки: Амгунь, Бурея, Ниман, Тырма, Туюн, Ягдынья и другие.

### Климат
Сложный рельеф местности сформировал и особые климатические условия. Суровые продолжительные зимы (отрицательные зимние температуры достигают 60 градусов), способствуют сильному промерзанию почвы. На большей части территории района многолетнемёрзлые грунты мощностью до 70- 90 м с глубиной сезонного оттаивания 30- 90 см. Лето в районе короткое и тёплое. Максимальная 8 летняя температура доходит до + 35 градусов по Цельсию. Среднегодовая температура отрицательная и находится в пределах от – 1,5 градуса до – 4,0 градуса по Цельсию. Продолжительность безморозного периода колеблется от 60 до 100 дней в году. Годовое количество осадков в районе 600- 900 мм.
| Показатель                                | Янв.  | Фев.  | Март  | Апр.  | Май  | Июнь  | Июль | Авг.  | Сен. | Окт.  | Нояб. | Дек.  | Год   |
| ----------------------------------------- | ----- | ----- | ----- | ----- | ---- | ----- | ---- | ----- | ---- | ----- | ----- | ----- | ----- |
| Абсолютный максимум, °C                   | 0,7   | 2,0   | 18,0  | 27,9  | 32,0 | 40,9  | 38,0 | 34,3  | 30,7 | 23,4  | 10,7  | 1,3   | 40,9  |
| Средний суточный максимум, °C             | −24   | −15,2 | −3,9  | 7,5   | 16,6 | 23,7  | 25,9 | 22,9  | 16,2 | 5,8   | −10,2 | −21,4 | 4,9   |
| Средняя температура, °C                   | −29,7 | −22,5 | −10,8 | 2,8   | 11,0 | 17,4  | 20,3 | 18,6  | 10,5 | 1,5   | −15,9 | −26,8 | −2    |
| Средний суточный минимум, °C              | −33,7 | −28,2 | −17,5 | −3,4  | 3,9  | 10,0  | 13,7 | 11,3  | 5,2  | −5,6  | −20,3 | −30,8 | −6,7  |
| Абсолютный минимум, °C                    | −46,1 | −46   | −33,9 | −23,5 | −8,5 | 0,4   | 2,8  | 1,0   | −7,8 | −19,6 | −38,2 | −45   | −46,1 |
| Норма осадков, мм                         | 5,9   | 5,3   | 9,8   | 30,8  | 60,4 | 105,1 | 150  | 155,1 | 90,5 | 31,1  | 17,3  | 10,1  | 674,5 |
| Источник: Thermo Karelia.Ru World Weather |       |       |       |       |      |       |      |       |      |       |       |       |       |

### Гидрография
Верхнебуреинский район имеет густую гидрографическую сеть. Реки Амгунь и Бурея, а также их многочисленные притоки носят ярко выраженный характер горных рек: с быстрым течением, каменистым ложем, опасными перекатами, бурными паводками и изменчивым уровнем воды. На территории района реки не судоходны.
Река Бурея - основная водная артерия, протяжённостью более чем 500 км, пересекает район с северо-востока на юго-запад. Это левый приток Амура, образуется от слияния двух рек: истоков Правой Буреи и Левой Буреи, они берут начало в северо-восточной части Буреинского хребта (Дуссе-Алинь). Бурея является самым холодным и быстрым из крупных притоков Амура, что обусловлено горным характером водосбора, многолетней мерзлотой и суровым климатом. Длина реки вместе с Правой Буреей составляет 739 километров. Площадь бассейна – 69,8 тысячи квадратных километров. Бурея считается малорыбной рекой, однако состав ихтиофауны уникален. Лесные фауна и флора достаточно разнообразны. Наиболее перспективны для спортивной охоты лось, косуля, глухарь, рябчик; для рыболовства - хариус. Сама Бурея является лёгкой для сплава, однако её притоки весьма сложны. Также в районе существует множество более мелких рек: Тырма, Сутырь, Ургал, Сулук, Чегдомын, Герби, Гуджал, Мельгин, Яурин, Эхилкан, Ушмун, Ягдынья, Туюн, Ниман и другие, на берегах которых расположены сёла и посёлки с одноименными названиями.

### Почвы
Основные виды почв в пределах Верхнебуреинского района: подзолистые, горнотаёжные и железные подзолы, горнотаёжные аллювиально-гумусовые, дерново-подзолистые, болотистые, бурые лесные.
Подзолистые: крутые горные склоны, водораздельные хребты, вершины и крутые склоны увалов. Почвы промываются водой, уносящей с собой перегной. Образуется белесый слой, напоминающий своим цветом золу. Под лиственными лесами - горнотаёжные и железистые подзоны, а над горными темно - хвойными лесами - горнотаёжные аллювиально - гумусовые почвы. 
Дерново - подзолистые почвы: пологие склоны, шлейфы (главным образом в области предгорья). Образуются в смешанных лесах с травяным покровом более, темный верхний слой, густо пронизанный корнями растений, в них больше перегноя. 
Болотистые - приурочены к долино - равнинным элементам рельефа, развиваются в условиях избыточного увлажнения, при отсутствии или слабом дренаже территорий. Содержат много не перегнивших растительных и животных остатков, малоплодородны. 
Дерновые - приурочены к поймам рек. Основным фондом пахотных земель в районе (совхоз Аланап) являются бурые лесные и дерново - аллювиальные почвы. По механическому составу эти почвы легко- и средне - суглинистые, не подвергающие переувлажнению, имеют сильно - кислую реакцию среды. 
Бурые лесные почвы формируются под пологом широколиственных лесов. В большинстве случаев среднего механического состава, хорошо дренированы, быстро оттаивают весной. Содержание гумуса в верхнем горизонте около 4%, но в них мало фосфора, камня, высокая степень эронированности. 
На поверхности вершин и склонов сопок почвы каменистые в различной степени, что затрудняет их механическую обработку.

## Природные ресурсы
Верхнебуреинский район богат природными ресурсами и полезными ископаемыми. Важнейшей составляющей их являются лесные ресурсы. Общая площадь земель лесного фонда составляет 6,3 млн.га, из них покрытая лесом 5,1 млн.га. Запасы древесины оцениваются в 552,8 млн. куб.м. Из породного состава преобладают хвойные (79,4%), в первую очередь лиственница, а также ель и пихта. 
Богаты и разнообразны минерально-сырьевые ресурсы. На территории открыто и разведано 241 месторождений и проявлений различных полезных ископаемых (свинца, цинка, меди, молибдена, вольфрама и др.) Но ведущее место принадлежит углю. Прогнозные ресурсы углей Буреинского каменноугольного бассейна оценивались на 1 января 1998г. в 9,6 млрд. тонн. Наиболее изучено Ургальское месторождение, которое разрабатывается с 1947 года. Здесь работает шахта «Ургальская» с годовой мощностью 1,7 млн.тонн.
Территория района перспективна на нефть и газ. Это, прежде всего, касается Верхнебуреинского прогиба. Прогнозные извлекаемые запасы оцениваются здесь в 200-250 млн. тонн нефти и порядка 200-250 млрд куб.м. газа. Прогиб расположен в экономически освоенном районе на пересечении двух железнодорожных линий: БАМ и ветка Транссиба. 
В Верхнебуреинском районе учтено 48 месторождений строительных материалов: глин кирпичных и бентонитовых, песков, песчано-гравийных смесей, строительных и облицовочных камней, карбонатного сырья для производства извести. Крупнейшими из них являются: Ургальское месторождение бентонитовых глин, месторождения глин и суглинков для производства кирпича. Кроме того, выявлены 4 месторождения строительного камня (гранитов). Сырьём для производства цемента является Мельгинское месторождение известняков и глинистых сланцев. Известны также 73 месторождения торфа с ресурсными запасами свыше 100 тыс. тонн, два минеральных источника: Солонинский и Горячий ключ. Последний по целебным свойствам воды является аналогом Кульдурских источников.
В пределах Сихоте-Алинской и Амуро-Охотской складчатых систем локализованы Ниманский и Васильевский золоторудные районы, россыпные месторождения которых являются основными объектами добычи золота.

## Особо охраняемые природные территории
В Верхнебуреинском районе сеть охраняемых природных территорий представлена:
- Государственным природным заповедником «Буреинский»
- Государственным комплексным заказником краевого значения «Дубликанский»
- 3 памятниками природы

#### Государственный природный заповедник «Буреинский»

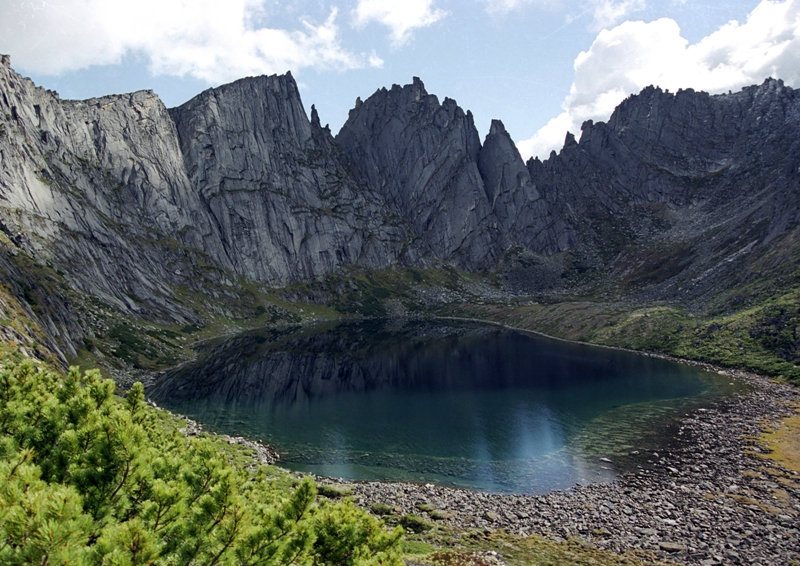
Озеро Медвежье

Заповедник расположен истоках р. Буреи (Правая и Левая Бурея), в системе горных хребтов Эзоп и Дуссе-Алинь Хингано-Буреинского нагорья, в Верхнебуреинском районе Хабаровского края. Площадь заповедника — 358,4 тыс. га, охранной зоны — 53,3 тыс. га.
В заповеднике встречаются только девственные леса и горные ландшафты. Самая низкая точка составляет 550 метров, а высшая — 2138 метров над уровнем моря. Климат Буреинского заповедника формируется под влиянием близости океана и континентального климата Восточной Сибири. Такие условия определяют его климат как северный вариант муссонного. По мере подъёма в горы климат становится более суровым, в гольцовой зоне он представляется как климат тундры.

Рельеф заповедника — типично горный. Горные хребты различной высоты сочетаются с отдельными горами-сопками, заполняющими большую часть территории, и речными долинами. 

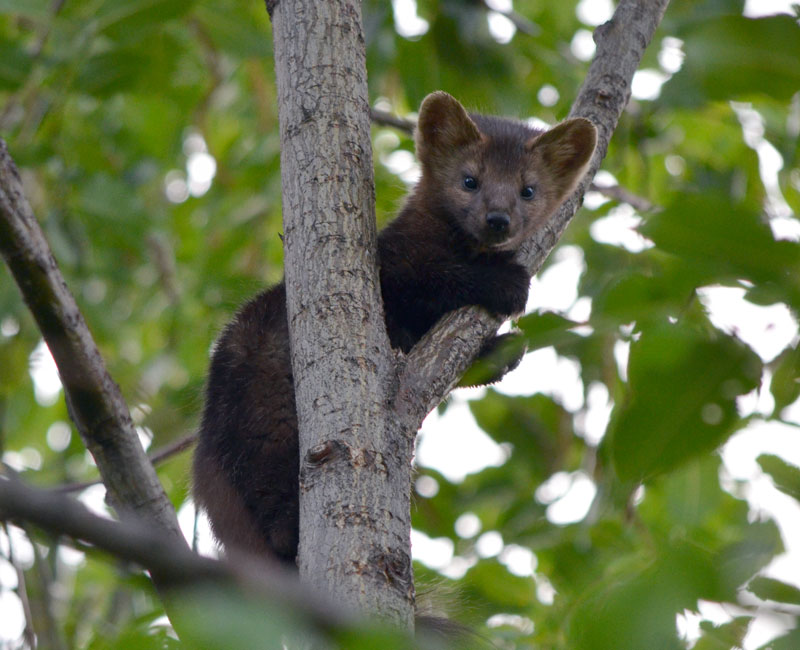
Соболь

Уникальны горные озера заповедника, имеющие ледниковое происхождение.
Озеро Медвежье расположено на Дуссе-Алине на высоте 1600 м над у.м. К западу оно открыто, а с трех других сторон огорожено почти отвесными скалистыми стенами. Склоны уступами спускаются к озеру, берега и дно которого выстланы глыбами.
Наиболее крупное из озёр заповедника — Корбохон, расположенное на высоте 1160 м в верховьях р. Корбохон, притока Левой Буреи. Дно озера до 2,5 м понижается полого, а затем резко обрывается вниз до глубины 8-12 м. В середине дно практически плоское. Озеро выглядит как чёрный овал со светлой каймой, хотя вода в нём кристально прозрачна.
В растительном покрове горно-таежного пояса повсюду безраздельно господствуют светлохвойные лиственничные леса. Различные типы лиственничников могут быть объединены в два комплекса: горнотаежный и долинный (равнинный). Горные лиственничники отличаются от долинных участием в составе подлеска кедрового стланика.
Из амфибий в заповеднике встречаются 2 вида: сибирский углозуб и дальневосточная лягушка. Рептилии представлены всего одним видом — живородящей ящерицей.

Фауна млекопитающих насчитывает около 30 видов: лось, кабарга, северный олень, изюбрь, косуля, соболь, американская норка, выдра, росомаха, горностай, колонок, ласка, бурый медведь, волк, лисица, рысь, заяц-беляк, белка, бурундук, летяга и др.

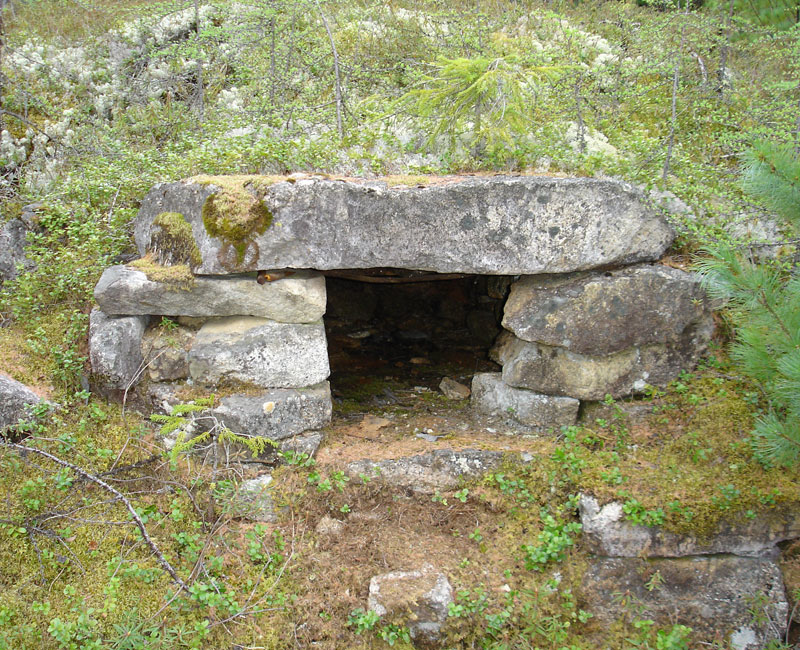
Кумирня

Из птиц обычны: кедровка, каменный глухарь, рябчик, пеночка-зарничка, кукша, синехвостка, буроголовая гаичка, а также краснокнижные — дикуша и японский свиристель. Всего на территории заповедника отмечено 190 видов пернатых.
На 2014 г. на территории заповедника отмечено обитание 14 видов рыб и одного вида миног — дальневосточной ручьёвой. Наиболее обычными видами в реках и ручьях являются амурский подкаменщик, сибирский голец, гольяны Лаговского и речной, тупорылый ленок и три вида хариусов — буреинский (эндемик бассейна верхнего течения Буреи), верхнеленский (байкало-ленский) и амурский. Встречаются здесь также налим и таймень. К числу редких видов относится острорылый ленок, который отмечается не ежегодно в Бурее и низовьях Левой Буреи.
Через заповедник проходит участок «Царской дороги» — уникальный исторический памятник. Построенная в начале XX века, дорога неплохо сохранилась до наших дней. Изредка у дороги можно встретить странные сооружения «кумирни», назначение которых до сих пор остаётся неясным.

#### Дубликанский заказник
Заказник краевого значения. Площадь — 1315 кв.км. Расположен в бассейне р. Дубликан — правого притока р. Буреи. Охраняются южнотаежные темнохвойные ландшафты бассейна р. Буреи.

#### Памятник природы краевого значения «Роща сосны обыкновенной»
Находится на правом берегу реки Чегдомын. Площадь 135 га. Охраняется сосна обыкновенная.

#### Памятник природы местного значения «Уникальный природный ландшафт»
Находится на правом берегу реки Чегдомын. Площадь 87 га. Охраняется уникальная флора и фауна.

#### Памятник природы местного значения «Горячий минеральный источник Тырминский»
Расположен на берегу реки Тырма. Площадь 16 га. В результате создания водохранилища часть источника оказалась затоплена.

## Население
| 1926    | 1933    | 1939    | 1959    | 1970    | 1979    | 1986    |
| ------- | ------- | ------- | ------- | ------- | ------- | ------- |
| 392     | ↗2188   | ↗8057   | ↗25 522 | ↗38 677 | ↗45 899 | ↗50 300 |
| 1989    | 1992    | 2000    | 2002    | 2004    | 2008    | 2009    |
| ↗59 705 | ↗59 900 | ↘44 500 | ↘33 250 | ↘33 140 | ↘31 100 | ↘30 809 |
| 2010    | 2011    | 2012    | 2013    | 2014    | 2015    | 2016    |
| ↘27 457 | ↘27 401 | ↘26 845 | ↘26 404 | ↘26 025 | ↘25 763 | ↘25 351 |
| 2017    | 2018    | 2019    | 2020    | 2021    | 2023    | 2024    |
| ↘25 082 | ↘24 617 | ↘24 096 | ↘23 832 | ↗25 173 | ↘24 861 | ↘24 441 |
| 2025    |         |         |         |         |         |         |
| ↗24 654 |         |         |         |         |         |         |

### Урбанизация
В городских условиях ( рабочие посёлки Новый Ургал и Чегдомын) проживают  75,33 % населения района.

## Муниципально-территориальное устройство
В Верхнебуреинский муниципальный район входят 13 муниципальных образований нижнего уровня, в том числе 2 городских и 11 сельских поселений, а также 1 межселенная территория без какого-либо статуса муниципального образования:
| №         | Муниципальное образование | Административный центр      | Количество населённых пунктов | Население | Площадь, км² |
| --------- | ------------------------- | --------------------------- | ----------------------------- | --------- | ------------ |
| 1e-06     | Городское поселение:      |                             |                               |           |              |
| 1         | Посёлок Чегдомын          | рабочий посёлок Чегдомын    | 2                             | ↘12 672   | 156,01       |
| 2         | Новоургальское            | рабочий посёлок Новый Ургал | 3                             | ↘7328     | 88,81        |
| 2.000002  | Сельское поселение:       |                             |                               |           |              |
| 3         | Аланапское                | село Аланап                 | 2                             | ↗180      | 24,50        |
| 4         | Посёлок Алонка            | посёлок Алонка              | 1                             | ↗397      | 9,72         |
| 5         | Посёлок Герби             | посёлок Герби               | 1                             | ↗299      | 11,50        |
| 6         | Согдинское                | село Согда                  | 4                             | ↘114      | 76,00        |
| 7         | Посёлок Софийск           | посёлок Софийск             | 1                             | ↘225      | 10,50        |
| 8         | Среднеургальское          | село Средний Ургал          | 2                             | ↘301      | 11,30        |
| 9         | Сулукское                 | посёлок Сулук               | 2                             | ↗793      | 46,17        |
| 10        | Тырминское                | посёлок Тырма               | 6                             | ↘1616     | 490,00       |
| 11        | Село Усть-Ургал           | село Усть-Ургал             | 1                             | ↗154      | 22,00        |
| 12        | Чекундинское              | село Чекунда                | 3                             | ↗346      | 26,00        |
| 13        | Посёлок Этыркэн           | посёлок Этыркэн             | 1                             | ↗580      | 5,57         |
| 13.000003 | Межселенная территория:   |                             |                               |           |              |
| 13.000004 | межселенная территория    |                             | 1                             | ↘27       |              |

### Населённые пункты
В Верхнебуреинском районе 29 населённых пунктов, в том числе 2 городских (пгт) и 27 сельских.
| №  | Населённый пункт | Тип             | Население | Муниципальное образование              |
| -- | ---------------- | --------------- | --------- | -------------------------------------- |
| 1  | Адникан          | разъезд         | →0        | Чекундинское сельское поселение        |
| 2  | Аланап           | село            | ↘180      | Аланапское сельское поселение          |
| 3  | Алонка           | посёлок         | ↗397      | сельское поселение «Посёлок Алонка»    |
| 4  | Весёлый          | посёлок         | ↘14       | Среднеургальское сельское поселение    |
| 5  | Герби            | посёлок         | #Н/Д      | сельское поселение «Посёлок Герби»     |
| 6  | Зимовье          | посёлок станции | ↘30       | Тырминское сельское поселение          |
| 7  | Лиственный       | посёлок         | ↗2        | Новоургальское городское поселение     |
| 8  | Мошка            | посёлок станции | →0        | Согдинское сельское поселение          |
| 9  | Новый Ургал      | рабочий посёлок | ↘7174     | Новоургальское городское поселение     |
| 10 | Согда            | село            | ↘100      | Согдинское сельское поселение          |
| 11 | Солони           | посёлок         | ↘233      | Сулукское сельское поселение           |
| 12 | Софийск          | посёлок         | ↘225      | сельское поселение «Посёлок Софийск»   |
| 13 | Средний Ургал    | село            | ↘287      | Среднеургальское сельское поселение    |
| 14 | Стройучасток     | посёлок         | ↘0        | Аланапское сельское поселение          |
| 15 | Сулук            | посёлок         | ↘560      | Сулукское сельское поселение           |
| 16 | Таланджа         | посёлок станции | ↘46       | Тырминское сельское поселение          |
| 17 | Тырма            | посёлок         | ↘1498     | Тырминское сельское поселение          |
| 18 | Ургал            | посёлок         | ↗108      | Новоургальское городское поселение     |
| 19 | Усть-Ургал       | село            | ↗154      | сельское поселение «Село Усть-Ургал»   |
| 20 | Ушман            | посёлок станции | ↘14       | Согдинское сельское поселение          |
| 21 | ЦЭС              | посёлок         | ↗946      | городское поселение «Посёлок Чегдомын» |
| 22 | Чегдомын         | рабочий посёлок | ↘11 397   | городское поселение «Посёлок Чегдомын» |
| 23 | Чекунда          | село            | ↘166      | Чекундинское сельское поселение        |
| 24 | Шахтинский       | посёлок         | ↘27       | межселенная территория                 |
| 25 | Эльга            | посёлок станции | ↗180      | Чекундинское сельское поселение        |
| 26 | Этыркэн          | посёлок         | ↗580      | сельское поселение «Посёлок Этыркэн»   |
| 27 | Эхилкан          | посёлок станции | ↘42       | Тырминское сельское поселение          |
| 28 | Ягдынья          | посёлок станции | →0        | Согдинское сельское поселение          |
| 29 | 142 км           | казарма         | ↘0        | Тырминское сельское поселение          |

Упразднённые населённые пункты:
- в 2001 году: посёлок Умальта,  поселок при станции Яурин, казармы 64 км, 89 км, 105 км, 153 км, 312 км,  315 км,  318 км,  266 км,  272 км,  метеорологическая станция Усмань, села Дуссе-Алинь  и  Могды[38].

- в 2011 году: казармы 146 км, 156 км, 180 км, 193 км[39].
- в 2024 год — посёлок станции Таракелок

## Экономика
Экономика Верхнебуреинского района специализируется на основных направлениях: железнодорожный транспорт, добыча полезных ископаемых, деревообработка и лесозаготовки.
В Верхнебуреинском районе ведет деятельность крупнейшее угледобывающее предприятие Хабаровского края – ОАО «Ургалуголь», обеспечивающее более трети потребности края в угле.
Также в районе получила развитие добыча цветных металлов (золото, серебро, вольфрам и др.)
Предприятия транспорта представлены различными структурными подразделениями Дальневосточной железной дороги, обслуживающими участки железнодорожных путей, проходящих через территорию района. 
Модернизацией существующих путей сообщения а также строительством других инженерных сооружений занимается ООО «Строительная компания «Востокстроймеханизация», расположенное в рп. Новый Ургал.
Лесозавод АО «Скимен» производит пиломатериалы (брус, доска) в рп. Чегдомын.
В сфере лесозаготовок ведет деятельность широкий спектр предприятий, зарегистрированных как в самом районе, так и в г. Хабаровске.
Динамика объёмов производства основных видов промышленной товарной продукции в натуральном выражении за период 2009-2013 годы.
| Продукция                            | 2009   | 2010   | 2011   | 2012   | 2013   | 2014   |
| ------------------------------------ | ------ | ------ | ------ | ------ | ------ | ------ |
| Уголь, тыс.т. (товарная продукция)   | 2712,4 | 2551   | 3173   | 4949   | 4392,4 | 5384,3 |
| в т.ч. экспортный уголь, тыс. тонн   |        | 924,0  | 688,3  | 2770,0 | 2948,0 | 2477   |
| Олово в концентрате, т.              | 75,9   | 77,7   | 140    | 117,3  | 164,8  | 321,3  |
| Вольфрам в концентрате, т.           | 0      | 9,2    | 14,8   | 6,5    | 14,2   | -      |
| Лесоматериалы круглые, тыс.м³,       | 302,4  | 336,7  | 322,7  | 329,8  | 312,3  | 317,8  |
| в том числе на экспорт, тыс.м³       | 228,6  | 218,7  | 217,3  | 165,4  | 128,8  | 110,3  |
| Пиломатериалы. тыс.куб.м.,           | 23,8   | 25,6   | 46,1   | 55     | 65,7   | 60,9   |
| в том числе на экспорт, тыс.м³       | -      | 18,2   | 18,8   | 23,7   | 33,5   | 49,9   |
| Хлебобулочные изделия всего, т       | 1390,5 | 1394,3 | 1357,3 | 1331,2 | 1204,1 | 1008,6 |
| в т.ч. ОАО «Чегдомынский хлебозавод» | 1083,4 | 1077,3 | 1074,4 | 1061,6 | 946,4  | 779,3  |
| Кондитерские изделия всего, т        | 41,7   | 51,6   | 50,5   | 42,8   | 54,3   | 45,7   |
| в т.ч. ОАО «Чегдомынский хлебозавод» | 25,8   | 35     | 32,1   | 22,2   | 18,3   | 11,3   |

### Проекты
Планы по разработке месторождения Нони в Верхнебуреинском районе уже была признана правительством Хабаровского края приоритетным проектом. Теперь руководство предприятия планирует привлечь федеральное финансирование.
В 2015 году компания продолжала геологоразведочные работы в рамках лицензионного участка. До конца года предприятие поставит на баланс запасов еще 10 тонн золота. Содержание золота в руде высокое — 4,86 г/тонну. Проект по разработке месторождения и строительству ГОКа, полностью завершен.

## Транспорт
По территории Верхнебуреинского района проходит участок Байкало-Амурской магистрали, являющейся частью Дальневосточной железной дороги. Железнодорожный транспорт является основным средством сообщения с населенными пунктами района.
По железной дороге возможно сообщение с г. Комсомольском-на-Амуре, Амурской областью и Еврейской автономной областью (участок Транссибирской магистрали).
Железнодорожная станция Новый Ургал в сутки способна пропускать 13 пар поездов и перерабатывать 780 вагонов. Станция приспособлена для обработки грузов различной номенклатуры.
Основная автомобильная дорога района связывает населенные пункты вдоль железной дороги (Алонка – Герби) с г. Комсомольском-на-Амуре. На основном протяжении дорога имеет V категорию, часть ее является зимником.
Прочие дороги района имеют местное значение и не связаны в единую сеть (за исключением дороги Чегдомын-Шахтинский-Софийск). Такие дороги относятся к IV - V категориям и имеют грунтовое покрытие.
Расстояние от административного центра района до г. Комсомольска-на-Амуре по автомобильной и железной дорогам составляет около 530 км. Регулярное сообщение с г. Хабаровском осуществляется по железной дороге, время в пути – 16 ч 30 мин.
Регулярным автобусным сообщением с административным центром охвачено 8 населенных пунктов. В рп. Чегдомын действуют три внутригородских маршрута.